# Viber
Rakuten Viber é um aplicativo de multiplataforma proprietária no formato de mensageiro instantâneo voz sobre IP desenvolvido pela Viber Media, Inc. Além de mensagens de texto e voz, os usuários também podem enviar imagens e vídeos. Funciona em redes 3G/4G e Wi-Fi.
O Viber conta também com uma versão especial para o Windows 8, que pode ser adquirida na loja windows. Diferente do Viber para desktop, o Viber para Windows 8 conta com uma interface mais parecida com a do Viber de BlackBerry.